# Termisk fluktuation
Termiske fluktuationer er inden for den statistiske mekanik tilfældige fluktuationer fra en ligevægtstilstand.
Det mere generelle matematiske koncept er statistiske fluktuationer.
| Fysik | Spire Denne artikel om fysik er en spire som bør udbygges. Du er velkommen til at hjælpe Wikipedia ved at udvide den. |